# 安培

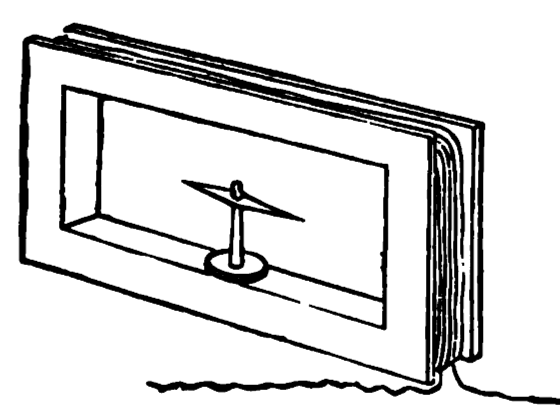
由於載流導線的電流所產生的磁場，導線旁的磁針會偏轉方向。應用這現象，檢流計可以用來測量電流。

安培（英語：ampere）简称安（amp），是电流强度的单位，国际单位制七个基本单位之一，符号 A。安培是以法国数学家和物理学家安德烈-马里·安培命名的，为了纪念他在经典电磁学方面的贡献。
实际情况中，安培是对单位时间内通过导体横截面的电荷量的度量。1秒内通过横截面的电荷量为 1库仑（6.241×1018个电子的电荷量）时，电流强度為 1安培。1安培也相当于 1伏特电压施加在 1欧姆阻抗时，所通过的电流量（电流强度）。
比一安培小的電流可以用毫安、微安等單位表示。
- 1安（A）= 1000毫安（mA）
- 1毫安（mA）= 1000微安（μA）

## 定义

重新定义后的国际单位制：基本单位的定义仅依赖于数值确定的物理常数和由同一组常数定义的其他基本单位。

2018年11月16日，第26届国际计量大会决定，重新定义安培为：
|  | 安培，符号 A，为 SI 的电流单位。当基本电荷 e，以单位 C（即 A·s）表示时，将其固定数值取为 1.602176634×10−19 来定义安培，其中秒用 ΔνCs 定义。 |

其中 ΔνCs 是指铯133原子基态的两个超精细能级之间的跃迁辐射频率。新定义使用基本电荷 e 重新定义安培，这样的条件可以在实验室中重现，同时较简单易明，于2019年5月20日生效（2019年國際單位制基本單位重新定義）。

## 历史
安培最初是被定义为厘米-克-秒制中电流单位绝对安培的十分之一。如此确定它的大小是为了保证从国际单位制中的其他单位推导安培得到的值比较合适。
“国际安培”是一个较早的电流单位，定义为使硝酸银溶液中每秒析出 0.001118000克银的电流。之后，更精确地测量发现，这一电流是 0.99985 A。

1948年第九届国际计量大会决定定义安培为：
|    | 真空中，截面积可忽略的两根相距 1米的无限长平行圆直导线内，通以等量恒定电流时，若导线间相互作用在每米长度上的力为 2×10–7 牛顿，则每根导线中的电流为一安培。 |
| —— | |

2005年，国际计量委员会同意研究将元电荷电荷量用于安培定义的可能。新的定义在2014年的第25屆国际度量衡委员会上被討論，于2019年5月20日生效。
2018年第二十六届国际计量大会通过给予元电荷确定的电荷量，确定了安培的新定义。自2019年5月20日起，元电荷的电荷量被确定为 {\displaystyle 1.602176634\times 10^{-19}C} ，而 {\displaystyle C=A\cdot s}。由此，1 安培所代表的电流强度大小由元电荷电荷量和秒确定。

## 应用
安培这一单位与瓦特秤和欧姆定律中的单位伏特、欧姆相联系。而在约瑟夫森效应和量子霍尔效应中也都各自有所应用。
现在，建立一安培的技术已经能够达到10−7的逼近误差。

## 例子
- 计算器工作电流 1×10−4A[注 2]
- 手机充电电流 0.5-2A （快充可到 5A以上)[13]
- 闪电约 1×104A[14]
- 住宅配電箱約 60A
- 住宅斷路器，常見的有 10/20A
- 塑殼斷路器（MCCB），常見 200-800A
- 空氣斷路器（ACB），用於低壓電（380V），常見 1600/2500/4000A
- 用於配電的 1650kVA三相變壓器，低壓線圈（380V）最大輸出 2500A